# Sélection de la ville hôte pour les Jeux olympiques de la jeunesse de 2018
La sélection de la ville hôte pour les Jeux olympiques de la jeunesse d'été de 2018, où trois villes sont candidates à l'organisation, Glasgow au Royaume-Uni, Medellín en Colombie et Buenos Aires en Argentine, voit cette mission confiée à la ville argentine. La décision est prise lors d'un vote ayant eu lieu lors d'une session extraordinaire du Comité international olympique organisée à Lausanne le 4 juillet 2013.

## Processus de candidature
Le CIO a lancé le processus de candidature le 15 septembre 2011. Une lettre a été envoyée à tous les Comités nationaux olympiques. Les dates clés sont les suivantes,: 
- 1er mars 2012 : communication au CIO par les CNO du nom de leur ville requérante
- 15 mars 2012 : signature de la Procédure de candidature à l’organisation des JOJ
- 15 octobre 2012 : remise des dossiers de candidature et autres documents
- octobre – décembre 2012 : examen des réponses par le CIO et les experts
- 12 - 13 février 2013 : sélection des villes candidates à l’organisation des JOJ effectuée par la commission exécutive du CIO parmi les villes requérantes
- février 2013 : questions supplémentaires adressées aux villes candidates présélectionnées
- mars 2013 : visioconférences entre les comités de candidature et la commission d’évaluation du CIO
- mai 2013 : rapport de la commission d’évaluation du CIO
- 4 juillet 2013 : élection de la ville hôte des 3es Jeux olympiques de la jeunesse d’été en  2018 à Lausanne pendant la séance d’information aux membres du CIO sur les Jeux olympiques d'été de 2020

## Villes candidates
La liste des six villes requérantes pour les Jeux olympiques de la jeunesse d'été de 2018 a été annoncée par le CIO le 2 mars 2012. La ville de Poznań s'étant retirée en octobre 2012, elles n'étaient plus que cinq. Le 13 février 2013, le CIO a sélectionné trois villes candidates
- Buenos Aires (Argentine)

Le 30 août 2011, Buenos Aires et le Comité olympique argentin annoncent leur candidature pour les Jeux olympiques de la jeunesse d'été de 2018. La ville a déjà été candidate pour les Jeux olympiques d'été en 1956 et en 2004 mais n'a pas été sélectionnée au profit de Melbourne et Athènes respectivement.
- Glasgow (Royaume-Uni)

Le 19 septembre 2011, Glasgow annonce son intention de proposer sa candidature pour les Jeux olympiques de la jeunesse d'été de 2018 au comité olympique britannique. La ville va par ailleurs accueillir les Jeux du Commonwealth de 2014. Cependant, elle n'a jamais proposé sa candidature pour les Jeux olympiques. Le comité olympique britannique valide sa candidature le 22 février 2012.
- Medellín (Colombie)

Le 15 septembre 2012 à Lausanne en Suisse, le maire de Medellín présente la candidature de sa ville aux Jeux olympiques de la jeunesse d'été de 2018, à la suite de l'expérience des Jeux sud-américains de 2010 qu'ils ont organisés.

Logo de la candidature de Glasgow
Logo de la candidature de Medellín

### Villes requérantes
- Guadalajara (Mexique)

Guadalajara est sélectionnée à Monterrey le 16 février 2012 en tant que ville candidate pour les Jeux olympiques de la jeunesse d'été de 2018. La ville était déjà candidate aux JOJ d'été de 2014 mais elle a renoncé avant le vote du Comité international olympique à cause du rapport d'évaluation jugé trop faible. Cependant, elle a accueilli les Jeux panaméricains de 2011.
- Rotterdam (Pays-Bas)

Le 29 février 2012, la veille de la date limite pour proposer sa candidature aux Jeux olympiques de la jeunesse d'été de 2018, Rotterdam se porte candidate.

Logo de la candidature de Guadalajara
Logo de la candidature de Rotterdam

### Candidatures abandonnées
Après avoir perdu l'organisation des Jeux olympiques de la jeunesse d'été de 2014 face à Nankin (Chine), la ville de Poznań décide de retenter sa chance pour les Jeux olympiques de la jeunesse d'été de 2018.
Cependant, elle retire sa candidature en octobre 2012, en raison du manque de garanties financières reçues des autorités municipales.

### Autres villes ayant envisagé une candidature
Certaines villes ont manifesté l'envie d'organiser les Jeux olympiques de la jeunesse d'été de 2018 mais n'ont pas donné suite à leur projet.
- Dubaï (Émirats arabes unis)
- Toulouse (France)
- La Haye (Pays-Bas)
- Raleigh (États-Unis)

## Vote
Lors de la session extraordinaire du CIO le 4 juillet 2013 à Lausanne, le vote désigne la ville hôte en deux tours :
| Buenos Aires | Argentine   | 40 | 49 |
| Medellín     | Colombie    | 32 | 39 |
| Glasgow      | Royaume-Uni | 13 | -  |